# Caleb Ewan
Caleb Ewan (* 11. Juli 1994 in Sydney) ist ein ehemaliger australischer Radrennfahrer. Im Straßenradsport lagen seine Stärken vornehmlich im Sprint.

## Sportliche Laufbahn
Als Juniorenfahrer widmete sich Caleb Ewan, Sohn einer koreanischen Mutter und eines australischen Vaters, vornehmlich dem Bahnradsport. 2011 wurde er Junioren-Weltmeister im Omnium. Im selben Jahr errang er drei australische Junioren-Meistertitel, im Omnium, im Punktefahren sowie im Zweier-Mannschaftsfahren (mit Jackson Law). In der Mannschaftsverfolgung (mit Law, Tirian McManus und Jack Beckinsale) belegte er Platz zwei und im Scratch Platz drei. Bei den Commonwealth Youth Games 2011 auf der Isle of Man errang er drei Goldmedaillen auf der Straße, nämlich im Straßenrennen, im Mannschaftswettbewerb sowie im Zeitfahren.
2012 gewann Ewan im Alter von 17 Jahren und als jüngster Fahrer im Feld zwei Etappen des Jayco Bay Cycling Classic, einem Eliterennen, und wurde Zweiter der Gesamtwertung. Bei den UCI-Straßen-Weltmeisterschaften 2012 im niederländischen Valkenburg wurde Caleb Ewan Vize-Weltmeister der Junioren im Straßenrennen.
Am 21. Oktober 2013 unterschrieb Ewan einen Vertrag mit dem UCI WorldTeam Orica GreenEdge, der einen Einsatz als Stagiaire ab August 2014 und danach den Erhalt eines Profivertrages vorsah. Bis dahin fuhr er weiterhin für das Team Jayco-AIS World Tour Academy. Bei den UCI-Straßen-Weltmeisterschaften 2014 wurde Ewan erneut Vize-Weltmeister im Straßenrennen, dieses Mal in der Klasse U23.
Für seine neue Mannschaft gewann Caleb Ewan zu Beginn der Saison 2015 im Februar zwei Etappen der Herald Sun Tour im Sprint des Feldes. Im Laufe des Jahres gewann er das Eintagesrennen Vuelta a La Rioja, die Gesamtwertung der Tour de Korea und mehrere Abschnitte internationaler Etappenrennen. Sein erster Sieg in der UCI WorldTour gelang ihm bei seinem Grand-Tour-Debüt auf der 5. Etappe der Vuelta a España 2015, wo er sich im Massensprint vor John Degenkolb durchsetzte. Im Jahr 2016 gewann Ewan erstmals eine Etappe der Tour Down Under, die als einzige australische Rundfahrt Teil der UCI WorldTour war. Nach weiteren Etappensiegen im internationalen Kalender überquerte er im August bei den Cyclassics Hamburg die Ziellinie als Zweiter hinter Nacer Bouhanni, der jedoch wegen einer Behinderung Ewans distanziert wurde. 2017 gewann er bei der Tour Down Under vier Etappen und die Punktewertung. Des Weiteren konnte er bei der Abu Dhabi Tour und der Polen-Rundfahrt jeweils eine und bei der Tour of Britain zwei Etappen für sich entscheiden. Seinen bis dahin größten Erfolg feierte er jedoch beim Giro d’Italia 2017, wo er die 7. Etappe gewann. Im Jahr 2018 gewann er erneut eine Etappe der Tour Down Under und konnte das spanische Eintagesrennen Clásica de Almería für sich entscheiden. Außerdem wurde er hinter Vincenzo Nibali Zweiter des Klassikers Mailand–San Remo, den er bereits im Vorjahr als Zehnter beendet hatte.
Im Jahr 2019 wechselte Caleb Ewan gemeinsam mit seinem Helfer Roger Kluge zum Team Lotto Soudal. Nach Platz zwei beim Cadel Evans Great Ocean Road Race feierte der Australier bei der UAE Tour seinen ersten Etappensieg für seinen neuen Arbeitgeber, als er sich auf der kurzen aber steilen Auffahrt zum Hatta Dam durchsetzte. Nach zwei Etappensiegen bei der Türkei-Rundfahrt ging er beim Giro d’Italia 2019 an den Start, wo er den 8. und 11. Abschnitt für sich entschied, ehe er die Rundfahrt vorzeitig verließ, um sich auf seine erste Teilnahme bei der Tour de France vorzubereiten. Bei der Frankreich-Rundfahrt verpasste er beim Auftakt als Dritter nur knapp das Gelbe Trikot, gewann dafür aber die 11. und 16. Etappe, bevor er den Massensprint des letzten Abschnitts auf der Avenue des Champs Élysées in Paris für sich entschied. Zudem siegte er am Saisonende beim Brussels Cycling Classic und wurde Radsportler des Jahres in Australien.
Anfang 2020 hatte Caleb Ewan mit dem Sieg bei zwei Etappen der Tour Down Under und bei einer Etappe der UAE Tour einen guten Einstieg in die Saison, die aber durch die COVID-19-Pandemie ein abruptes vorläufiges Ende fand. Nachdem der Rennbetrieb im August wieder aufgenommen worden war, konnte Ewan bei der Tour de France 2020 zwei weitere Etappensiege erringen und gewann den Scheldeprijs. Im Jahr 2021 wurde Caleb Ewan erneut Zweiter von Mailand–Sanremo, wobei er sich mit Jasper Stuyven erneut einem Solisten geschlagen geben musste, der sich kurz vor dem Ziel von der Spitzengruppe abgesetzt hatte. Nachdem Ewan beim Giro d’Italia 2021 zwei Etappen im Sprint gewonnen hatte, verlor er auf der 8. Etappe infolge eines Sturzes in einem Tunnel den Anschluss und gab das Rennen in der Maglia Ciclamino des Führenden in der Punktewertung auf. Er verteidigte sich gegen die Kritik, das Rennen missachtet zu haben, unter Hinweis auf Kniebeschwerden. Bei der anschließenden Tour de France kam Ewan bereits auf der 3. Etappe im Zielsprint zu Sturz und musste das Rennen frühzeitig verlassen. Im Frühjahr des Jahres 2022 errang der australische Sprinter fünf Etappensiege bei internationalen Rennen und wurde zudem Zweiter von Kuurne–Brüssel–Kuurne. Bei der Tour de France 2022 errang er mit Platz acht beim Zielsprint in Paris seine beste Etappen-Platzierung und avancierte er zum Träger der Lanterne Rouge. Mit dem Ende der Saison verlor die Mannschaft um Caleb Ewan ihren Status als UCI WorldTeam und war nun Teil der niedrigeren UCI ProTeams. Dennoch war die Mannschaft, die fortan unter dem Namen Lotto Dstny fuhr bei allen UCI WorldTour Rennen der Saison 2023 startberechtigt.
Nachdem Ewan im Jahr 2023 mit der Schwalbe Classic, dem Grote Prijs Marcel Kint und Van Merksteijn Fences Classic nur drei Rennen gewinnen konnte, ging er neuerlich als Sprinter der Lotto Dstny Mannschaft bei der Tour de France an den Start, die er jedoch nach einem Zweiten und Dritten Platz auf der 13. Etappe aufgab. Die Aufgabe sorgte bei Teamchef Stepháne Heulot für Unverständnis, da er der Meinung war, das Ewan im vorgegebenen Zeitlimit geblieben wäre, obwohl er frühzeitig vom Peloton abgehängt worden war. Nach der Frankreich-Rundfahrt bestritt Caleb Ewan nur noch vier Rennen für die belgische Mannschaft, ehe er diese ein Jahr vor Ende seines Vertrags verließ und zurück zum Team Jayco AlUla (früher Orica GreenEdge) wechselte.
Im Jahr 2024 wurde Ewan zum vierten Mal australischer Meister im Kriterium. Im Anschluss gewann er für seine neue Mannschaft die Auftaktetappe der Oman-Rundfahrt. Im weiteren Saisonverlauf hatte er in der Tour-de-France-Selektion gegenüber seinem Teamkollegen Dylan Groenewegen das Nachsehen und bestritt stattdessen den Giro d'italia, wo er jedoch hinter den Erwartungen zurückblieb. Am Ende der Saison gewann er das Eintagesrennen der Vuelta a Castilla y León und sicherte sich einen Etappensieg bei der Burgos-Rundfahrt, wurde jedoch nicht für die Vuelta a Espana nominiert.
Nachdem Caleb Ewan nicht für die Tour Down Under 2025 nominiert worden war, berichtete das niederländische Portal wielerflits.nl am 9. Januar, dass der Name des zwischenzeitlich 30-jährigen Australiers von der Teamseite gelöscht worden war, obwohl er für die Saison 2025 einen gültigen Vertrag hatte. Am 23. Januar wurde der Wechsel von Caleb Ewan zum britischen UCI WorldTeam Ineos Grenadiers bestätigt. Am 25. März bestritt er im Rahmen der Settimana Internazionale Coppi e Bartali sein erstes Rennen für seine neue Mannschaft und gewann die 1. Etappe im Massensprint. Wenige Tage später feierte er nach drei Jahren wieder einen Etappensieg in der UCI WorldTour, als er den zweiten Abschnitt der Baskenland-Rundfahrt für sich entschied.
Am 6. Mai gab Caleb Ewan überraschend sein sofortiges Karriereende bekannt. In seiner letzten Saison bestritt der 30-jährige somit nur sieben Renntage, wobei er zwei Etappensiege gefeiert hatte.

## Erfolge

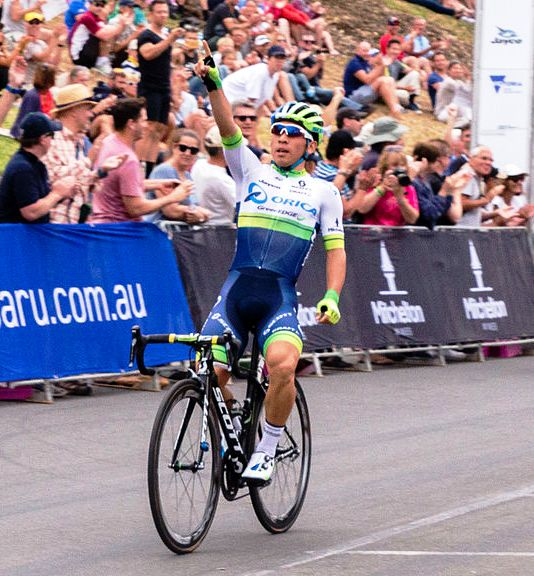
Ewan gewinnt das Mitchelton Bay Classic 2016

2011
- Australischer Meister – Punktefahren (Junioren)
- Australischer Meister – Omnium (Junioren)
- Ozeanienmeister – Omnium (Junioren)
- Weltmeister – Omnium (Junioren)
- Australischer Meister – Madison (Junioren) (mit Jackson Law)

2012
- Australischer Meister – Einzelzeitfahren (Junioren)
- Weltmeisterschaft – Straßenrennen (Junioren)

2013
- Gran Premio Palio del Recioto
- La Côte Picarde
- zwei Etappen Internationale Thüringen Rundfahrt (U23)
- eine Etappe Tour Alsace
- zwei Etappen Tour de l’Avenir

2014
- Australischer Meister – Kriterium (U23)
- Australischer Meister – Straßenrennen (U23)
- eine Etappe Tour de l’Avenir
- Weltmeisterschaft – Straßenrennen (U23)

2015
- zwei Etappen Herald Sun Tour
- zwei Etappen Tour de Langkawi
- Vuelta a La Rioja
- Gesamtwertung, vier Etappen, Punktewertung und Nachwuchswertung Tour de Korea
- eine Etappe Vuelta a España

2016
- Australischer Meister – Kriterium
- zwei Etappen Tour Down Under
- eine Etappe Herald Sun Tour
- Cyclassics Hamburg
- eine Etappe Tour of Britain

2017
- Australischer Meister – Kriterium
- vier Etappen und Punktewertung Tour Down Under
- eine Etappe Abu Dhabi Tour
- Punktewertung Tour de Yorkshire
- eine Etappe Giro d’Italia
- eine Etappe Polen-Rundfahrt
- drei Etappen Tour of Britain

2018
- eine Etappe Tour Down Under
- Clásica de Almería
- Australischer Meister – Kriterium
- zwei Etappen Hammer Sportzone Limburg
- eine Etappe Tour of Britain

2019
- eine Etappe UAE Tour
- zwei Etappen Türkei-Rundfahrt
- zwei Etappen Giro d’Italia
- eine Etappe ZLM Tour
- drei Etappen Tour de France
- Brussels Cycling Classic

2020
- zwei Etappen Tour Down Under
- eine Etappe und Punktewertung UAE Tour
- eine Etappe Tour de Wallonie
- zwei Etappen Tour de France
- Scheldeprijs

2021
- eine Etappe UAE Tour
- zwei Etappen Giro d’Italia
- zwei Etappen und Punktewertung Belgien-Rundfahrt
- eine Etappe Benelux Tour

2022
- eine Etappe Saudi Tour
- eine Etappe Tour des Alpes-Maritimes et du Var
- eine Etappe Tirreno–Adriatico
- zwei Etappen Türkei-Rundfahrt
- eine Etappe Deutschland Tour
- Grand Prix de Fourmies

2023
- Van Merksteijn Fences Classic

2024
- Australischer Meister – Kriterium
- eine Etappe Oman-Rundfahrt
- Vuelta a Castilla y León
- eine Etappe Burgos-Rundfahrt

2025
- eine Etappe Settimana Internazionale Coppi e Bartali
- eine Etappe Baskenland-Rundfahrt

## Grand-Tour-Platzierungen
| Grand Tour            | 2015 | 2016 | 2017 | 2018 | 2019 | 2020 | 2021 | 2022 | 2023 | 2024 | 2025 |
| --------------------- | ---- | ---- | ---- | ---- | ---- | ---- | ---- | ---- | ---- | ---- | ---- |
| Giro d’ItaliaGiro     | –    | DNF  | DNF  | –    | DNF  | –    | DNF  | DNF  | −    | 120  | –    |
| Tour de FranceTour    | –    | –    | –    | –    | 132  | 144  | DNF  | 134  | DNF  | –    | –    |
| Vuelta a EspañaVuelta | DNF  | –    | –    | –    | –    | –    | –    | –    | –    | –    | –    |

| Monument                 | 2015 | 2016 | 2017 | 2018 | 2019 | 2020 | 2021 | 2022 | 2023 | 2024 | 2025 |
| ------------------------ | ---- | ---- | ---- | ---- | ---- | ---- | ---- | ---- | ---- | ---- | ---- |
| Mailand–Sanremo          | –    | –    | 10   | 2    | 29   | 112  | 2    | –    | 16   | –    | –    |
| Flandern-Rundfahrt       | –    | –    | –    | –    | –    | –    | –    | –    | DNF  | –    | –    |
| Paris–Roubaix            | –    | –    | –    | –    | –    | –    | –    | –    | –    | –    | –    |
| Lüttich–Bastogne–Lüttich | –    | –    | –    | –    | –    | –    | –    | –    | –    | –    | –    |
| Lombardei-Rundfahrt      | –    | –    | –    | –    | –    | –    | –    | –    | –    | –    | –    |